# Patrycja Polak
Patrycja Polak est une joueuse de volley-ball polonaise née le 23 février 1991 à Iława. Elle mesure 1,83 m et joue au poste de réceptionneuse-attaquante. Elle totalise 33 sélections en équipe de Pologne.

## Clubs
| Club                 | De        | À         |
| -------------------- | --------- | --------- |
| Zryw Volley Iława    | 2006-2007 | 2006-2007 |
| Budowlani Toruń      | 2007-2008 | 2007-2008 |
| Pałac Bydgoszcz      | 2008-2009 | 2011-2012 |
| Impel Wrocław        | 2012-2013 | 2013-2014 |
| Crovegli Volley      | jan 2014  | mai 2014  |
| KS Pałac Bydgoszcz   | 2014-2015 | 2014-2015 |
| Beng Rovigo Volley   | 2015-2016 | 2015-2016 |
| Budowlani Toruń      | 2016-2017 | 2016-2017 |
| MKS Dąbrowa Górnicza | 2017-2018 | 2017-2018 |
| KS Pałac Bydgoszcz   | 2018-2019 | …         |